# Magnus Arvidsson
Lars Magnus Arvidsson (* 12. Februar 1973 in Ängelholm) ist ein ehemaliger schwedischer Fußballspieler und heutiger -trainer. Der Stürmer, der 2000 zweimal in der schwedischen Nationalmannschaft zum Einsatz kam, ist der einzige Fußballer seines Landes, der im Guinness-Buch der Rekorde steht: Im November 1995 erzielte er für den damaligen schwedischen Zweitligisten IFK Hässleholm im Spiel gegen Landskrona BOiS in nur 89 Sekunden einen Hattrick.

## Werdegang
Arvidsson begann bei Förslov IF mit dem Fußballspielen. Als 18-Jähriger wechselte er zum schwedischen Erstligisten Helsingborgs IF, bei dem er sich aber in der Allsvenskan nicht durchsetzen konnte. Über den Zweitligisten IFK Hässleholm kam er 1998 zum Trelleborgs FF.
1999 wechselte Arvidsson zu Hansa Rostock in die Fußball-Bundesliga. Der Einstieg bei Hansa fiel Arvidsson nicht schwer, zumal ihm regelmäßig Tore gelangen und er in Rostock seinen alten Freund Peter Wibrån aus Schweden wieder traf, der ihm auch beim Erwerb deutscher Sprachkenntnisse weiterhalf. Am 23. März 2000 debütierte er für die schwedische Nationalmannschaft, als diese in Palermo der italienischen Nationalelf durch ein Elfmetertor von Alessandro Del Piero mit 0:1 unterlag. Im März kam er beim 1:1-Unentschieden gegen Österreich im Arnold-Schwarzenegger-Stadion zu seinem zweiten Einsatz im Nationaltrikot. Bis zum Abstieg von Hansa Rostock im Jahre 2005 erzielte Arvidsson in 154 Bundesligaspielen 27 Tore, womit er zum Rekordtorschütze des FC Hansa in der deutschen ersten Liga wurde. Unter anderem wegen seiner wichtigen Tore avancierte Arvidsson bei Hansa Rostock zum Publikumsliebling. In der Zweitligasaison 2005/06 lief er noch 27-mal für Hansa auf und erzielte dabei vier Treffer. In seinen insgesamt sieben Spielzeiten an der Ostsee absolvierte Arvidsson zusätzlich 10 Spiele im DFB-Pokal und traf hier sechsmal. Zu seinem Abschied im Sommer 2006 verkaufte der Verein einen ihm und seinen Leistungen gewidmeten Fanschal.
Arvidsson wechselte zur Spielzeit 2007 zurück nach Schweden zum Halmstads BK. Dort gehörte er zu den Stammkräften und verpasste kein einziges Ligaspiel. Obwohl er im Herbst wegen eines Meniskusschadens längerfristig ausfiel, legte ihm der Verein ein neues Vertragsangebot vor. Dieses lehnte er ab und wechselte vor Beginn der Spielzeit 2009 ablösefrei zu seiner ersten Profistation, dem Helsingborgs IF, wo er einen bis zum 31. Mai des Jahres gültigen Vertrag unterschrieb. Ohne ein Spiel für den Verein bestritten zu haben, beendete er im Sommer wegen anhaltender Knieproblemen seine Karriere, um anschließend eine Trainerausbildung zu beginnen.

## Trainer-Karriere
Arvidsson spielte mit Start der Saison 2010 als Spieler-Trainer für seinen Jugendverein Förslövs IF. Er übte den Spieler-Trainer Job bis Frühjahr 2012 bei Forslöv aus. Er ist seit dem Ende seiner Spieler-Trainerkarriere bei Forslövs IF im Frühjahr 2012, Assistenz-Trainer des Superettan Vereines Ängelholms FF.